# إعصار نابي
إعصار نابي، المعروف في الفلبين باسم إعصار جولينا، هو إعصار قوي ضرب جنوب غرب اليابان في سبتمبر 2005. وهي العاصفة الرابعة عشرة المسماة موسم أعاصير المحيط الهادئ 2005، تشكلت نابي في أغسطس 29 إلى الشرق من جزر ماريانا الشمالية حيث تحركت غرباً ومرت حوالي 55 كـم (34 ميل) شمال سايبان في 31 أغسطس كإعصار مكثف. في اليوم التالي، قام مركز التحذير من الأعاصير المشترك بترقية العاصفة إلى حالة الإعصار الفائق، مع رياح تعادل تلك الفئة 5 أعاصير على مقياس سفير سيمبسون، قدرت وكالة الأرصاد الجوية اليابانية ذروة الرياح التي مدتها عشر دقائق بـ 175 كم/س (109 ميل/س) في 2 سبتمبر، ضعفت قوة نابي أثناء انحنائها نحو الشمال، وضربت جزيرة كيوشو اليابانية في 6 سبتمبر، بعد أن ضربت كوريا الجنوبية، تحولت العاصفة إلى الشمال الشرقي، مروراً فوق هوكايدو في شمال اليابان قبل أن تصبح إعصار فوق مداري في 8 سبتمبر قبل أن يتبدد في 12 سبتمبر.
وأثر الإعصار أولاً على جزر ماريانا الشمالية، حيث خلف 2.5 مليون دولار أمريكي أثناء إتلاف أو تدمير 114 منزل. كان الضرر كافياً لتبرير إعلان الكارثة من حكومة الولايات المتحدة. وفي أثناء مروره بالقرب من أوكيناوا، أنتج نابي رياحاً عاصفة وتسبب في أضرار طفيفة. في وقت لاحق، تسبب الطرف الغربي للعاصفة في عدة حوادث مرورية في بوسان الكورية الجنوبية، وفي جميع أنحاء البلاد قتل نابي ستة أشخاص وتسبب في أضرار بلغت قيمتها 115.4 مليون دولارًا أمريكياً، كما تم إجلاء حوالي 250 ألف شخص على طول جزيرة كيوشو اليابانية قبل العاصفة، وتعطلت خدمات القطارات والعبارات وشركات الطيران. في كيوشو، تركت العاصفة 4.08 مليار ين (36.9.9 مليون دولار أمريكي)، كما تسبب في أضرار للمحاصيل بعد انخفاض 1,322 مـم (52.0 بوصة) من الأمطار على مدى ثلاثة أيام. وخلال مرور العاصفة كان هناك 61 سجلات هطول الأمطار اليومية التي حطمتها هطول النبي. وتسببت الأمطار في حدوث فيضانات وانهيارات أرضية، مما أجبر الناس على إخلاء منازلهم وإغلاق الشركات. وفي جميع أنحاء اليابان، قتل نابي 29 شخصًا الناس وتسبب في خسائر بلغت قيمتها 94.9 ين مليار دولار (854 مليون دولار أمريكي). ساعد الجنود والحكومات المحلية وشركات التأمين السكان على التعافي من أضرار العاصفة. وبعد أن ضرب اليابان، أثر الإعصار على جزر الكوريل الروسية، حيث سقط ما يعادل هطول الأمطار شهريًا، بينما تسبب أيضًا في أضرار على الطرق بسبب الأمواج العالية. بشكل عام قتل إعصار نابي 35 الناس.